# Морено, Сержи
Сержи Морено Марин (исп. Sergi Moreno Marín; 25 ноября 1987, Эскальдес-Энгордань, Андорра) — андоррский футболист, полузащитник клуба «Атлетик» (Эскальдес) и сборной Андорры. Выступал за юношеские сборные Андорры до 17 и до 19 лет, а также за молодёжную сборную до 21 года.

## Биография

### Клубная карьера
В сезоне 2004/05 находился в составе клуба «Лерида», однако в основном составе так и не сыграл. Затем перешёл в «Хетафе B», где провёл один сезон. Летом 2006 года стал игроком команды «Эивисса-Ибиса», которая выступала в четвёртом по значимости дивизионе Испании. В сезоне 2006/07 клуб стал победителем своей группы, что позволило ему повысится в классе. Также, кроме Морено в этом сезоне играли и другие игроки из Андорры: Жозеп Гомес, Тони Лима и Марсио Виейра.
Летом 2007 года перешёл в «Химнастико Алькасар» из города Алькасар-де-Сан-Хуан. В команде также выступали игроки из Андорры: Хави Андорра и Габи Риера. В сезоне 2007/08 за свой клуб Морено провёл 33 матча и забил 4 гола в дивизионе Терсера, был основным игроком команды. В сезоне 2010/11 выступал за «Эльин Депортиво» в четвёртом по значимости испанском дивизионе.
Летом 2011 года перешёл в итальянскую команду седьмого дивизиона «Форте-деи-Марми» из одноимённого города. В декабре того же года он покинул клуб. В январе 2012 года прошёл просмотр в албанской «Влазнии», сообщалось, что Морено готов подписать контракт сроком на шесть месяцев с возможностью продления на год.

### Карьера в сборной
Выступал за юношескую сборную Андорры до 17 лет и провёл 8 игр и забил 1 мяч в турнирах УЕФА. За сборную до 19 лет сыграл 8 матчей. В 2006 году провёл 2 поединка за молодёжную сборную Андорры до 21 года.
В составе национальной сборной Андорры дебютировал 14 апреля 2004 года в товарищеском матче против Китая (0:0), Давид Родриго выпустил Морено на поле вместо Ивана Лоренсо. В составе сборной он некоторое время был самым молодым игроком. В рамках квалификации на чемпионат мира 2006, Морено провёл 5 матчей, в которых получил 2 жёлтых карточки (в двух матчах с Финляндией). Андорра заняла последнее 7 место, набрав 5 очков.
В отборочном турнире на чемпионат Европы 2008 он сыграл в 6 играх и получил 1 жёлтую карточку (в матче с Израилем). В рамках квалификации на чемпионат мира 2010 Морено сыграл в 7 матчей и получил 1 жёлтую карточку (в матче с Казахстаном). В квалификации на чемпионат Европы 2012 Морено провёл 9 из 10 игр, в которых получил 2 жёлтых карточки (в матчах с Ирландией и Словакией).
Всего за сборную Андорры провёл 53 матча.

## Стиль игры
Морено выступает преимущественно на позиции нападающего, также может сыграть в качестве левого полузащитника. Обладает неплохим дриблингом. Сержи плохо играет в обороне, а также совершает большое количество потерь и неточных передач.

## Достижения
- Победитель четвёртого по значимости дивизиона Испании (1): 2006/07